# Harley Davidson HDB2
La Bimota HDB2, meglio conosciuta come Harley Davidson HDB2 è una motocicletta da competizione progettata da Massimo Tamburini e costruita dal 1975 al 1977.

## Il contesto
Durante la pur la vittoriosa stagione del 1975, nella classe 250, la Harley Davidson aveva notato i progressi delle moto concorrenti, in particolare della Yamaha. Il vantaggio delle moto giapponesi era determinato, soprattutto, dai moderni telai studiati dalla Bimota che ben si adattavano al nuovo stile di pilotaggio, portato al motomondiale da Jarno Saarinen e seguito con successo da Johnny Cecotto.
Per ovviare al prevedibile sorpasso, oltre ad aggiornare il motore, la Harley Davidson decise di incaricare la Bimota alla progettazione e costruzione dei telai per il prototipo da sperimentare nella classe 500 e per la versione "250" da schierare in gara. Le due realizzazioni furono rispettivamente contrassegnate dalle sigle "HDB1" e "HDB2" e consegnate alla fine del 1975.

## La moto
La nuova ciclistica studiata da Tamburini è caratterizzata da un telaio tubolare classico, con rinforzo centrale a traliccio e forcellone posteriore scatolato, che offre una maggiore rigidità rispetto a quello precedentemente utilizzato dall'azienda italo-americana.
Pregevole anche la restante componentistica, appositamente realizzata per il modello, come l'impianto frenante a triplo disco della Brembo e le sospensioni anteriori e posteriori della Marzocchi.
Dal canto suo, il reparto corse varesino della Harley Davidson aveva provveduto ad un lieve incremento della potenza, concentrando gli sforzi sul miglioramento di erogazione ai bassi regimi.

## In gara
Per il campionato del 1976 la "HDB2" venne assegnata a Walter Villa, mentre il compagno di squadra Gianfranco Bonera gareggiò con la versione telaisticamente aggiornata dal reparto corse. Villa si aggiudico sette gran premi degli undici in calendario per la classe 250. Da notare che Walter Villa, pilota di vecchia scuola, non gradiva la scarsa modulabilità dei freni a disco e fece montare all'avantreno un curioso freno a tamburo con 4 ganasce, inserito nel cerchio in lega.
L'anno successivo la direzione sportiva Harley Davidson commise l'imprudenza di affidare l'identica "HDB2" sia a Villa che al nuovo compagno Franco Uncini, giovane pilota di talento, desideroso di mettersi in buona luce. La stagione si trasformò in una lotta tra i due compagni di squadra che, pur nella reciproca correttezza sportiva, furono protagonisti di confronti serratissimi in ogni gara, con inevitabili cadute e rotture. Fu questo il principale motivo che portò la Harley Davidson a lasciarsi sfuggire il titolo mondiale piloti e quello costruttori, nonostante la "HDB2" si fosse dimostrata la moto più competitiva, conquistando cinque vittorie, contro le quattro della Yamaha, le due della Kawasaki e l'unica della Morbidelli.
Una ventina di "HDB2" vennero allestite dalla Bimota per il piloti privati, ben figurando in vari campionati nazionali europei di velocità.

## Palmarès
Vittorie nel campionato mondiale di velocità, classe 250:

### 1976
- GP Mugello
- GP Assen
- GP Francorchamps
- GP Imatra
- GP Brno
- GP Nurburgring
- GP Le Mans
- GP Montjuich[2]

### 1977
- GP San Carlos
- GP Imola
- GP Francorchamps
- GP Imatra
- GP Brno[3]